# (21412) Sinchanban
(21412) Sinchanban (1998 FJ67) – planetoida z pasa głównego asteroid okrążająca Słońce w ciągu 3,15 lat w średniej odległości 2,15 j.a. Odkryta 20 marca 1998 roku.